# Mnichovský modřín
Mnichovský modřín (modřín opadavý) je památný strom rostoucí v obci Mnichov pod Pradědem, která je součástí města Vrbno pod Pradědem, okres Bruntál. Modřín roste na okraji místní komunikace v obci, cca 5 metrů od hospodářského skladu, v nadmořské výšce přibližně 567 metrů.

## Základní údaje
- Druh: modřín opadavý (na informační tabuli u stromu označený jako modřín evropský,[3] Larix decidua Mill.).
- Chráněným stromem byl vyhlášen 1. října 2007. Revize vyhlašovací dokumentace proběhla 10. července 2024. Jako ochranné pásmo okolo stromu byl vyhlášen kruh o poloměru 7 metrů.[1]
- Obvod kmene: 310 centimetrů.
- Výška stromu: 23,5 metru.
- Odhadované stáří stromu: 150–200 let.[3]
- Poloha: 50°8′15″ s. š., 17°22′36″ v. d.

## Mnichovský klen
V obci Mnichov pod Pradědem, u stejné místní komunikace, jen asi 230 metrů jižněji, se nachází další památný strom nazývaný mnichovský klen (druh javor klen, někdy označovaný též jako javor horský, Acer pseudoplatanus L.), který byl vyhlášen v roce 2016, je vysoký 26,5 metru a již nízko nad zemí má tři hlavní kmeny.

## Fotogalerie

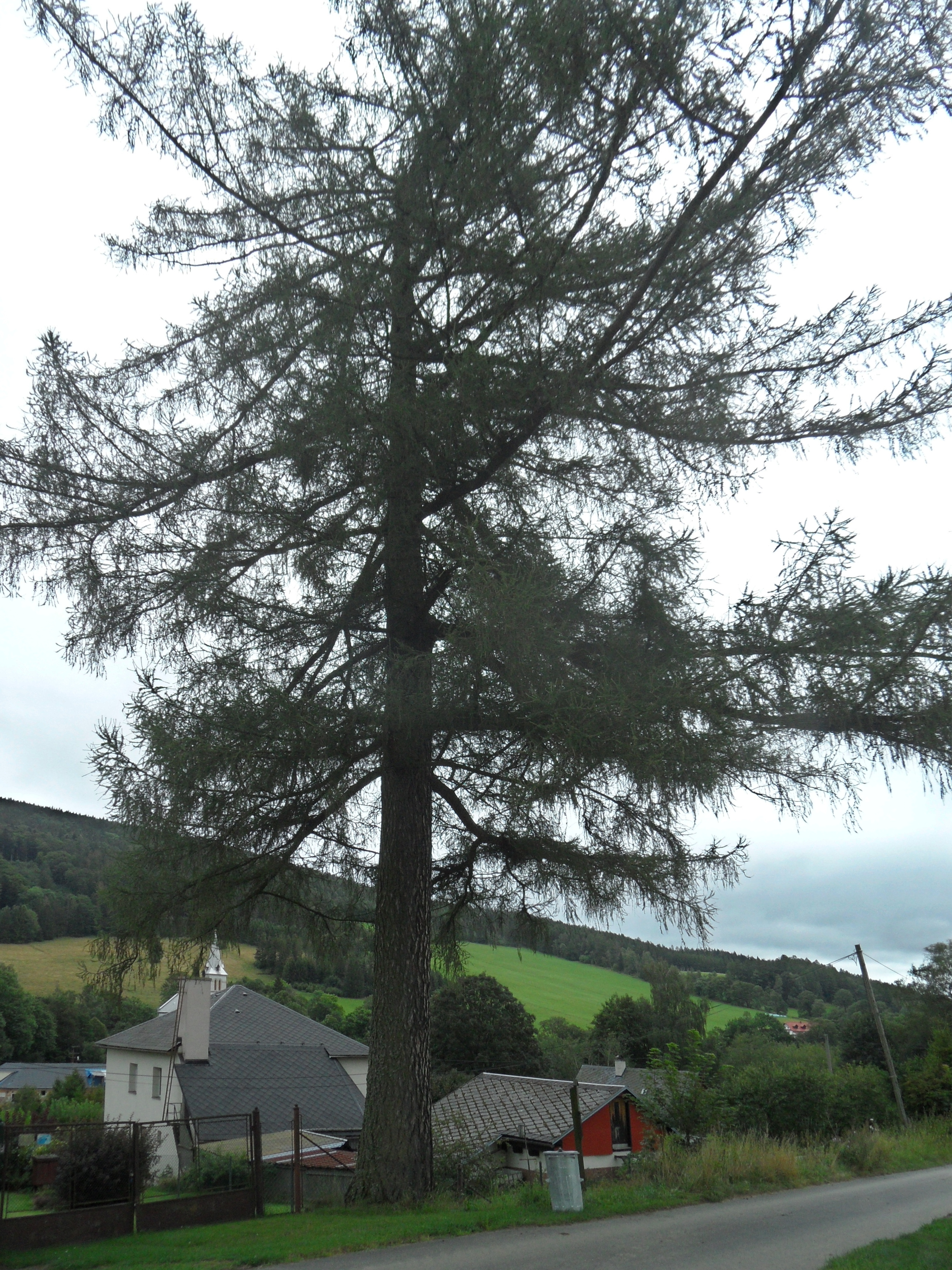
Celkový pohled od severozápadu
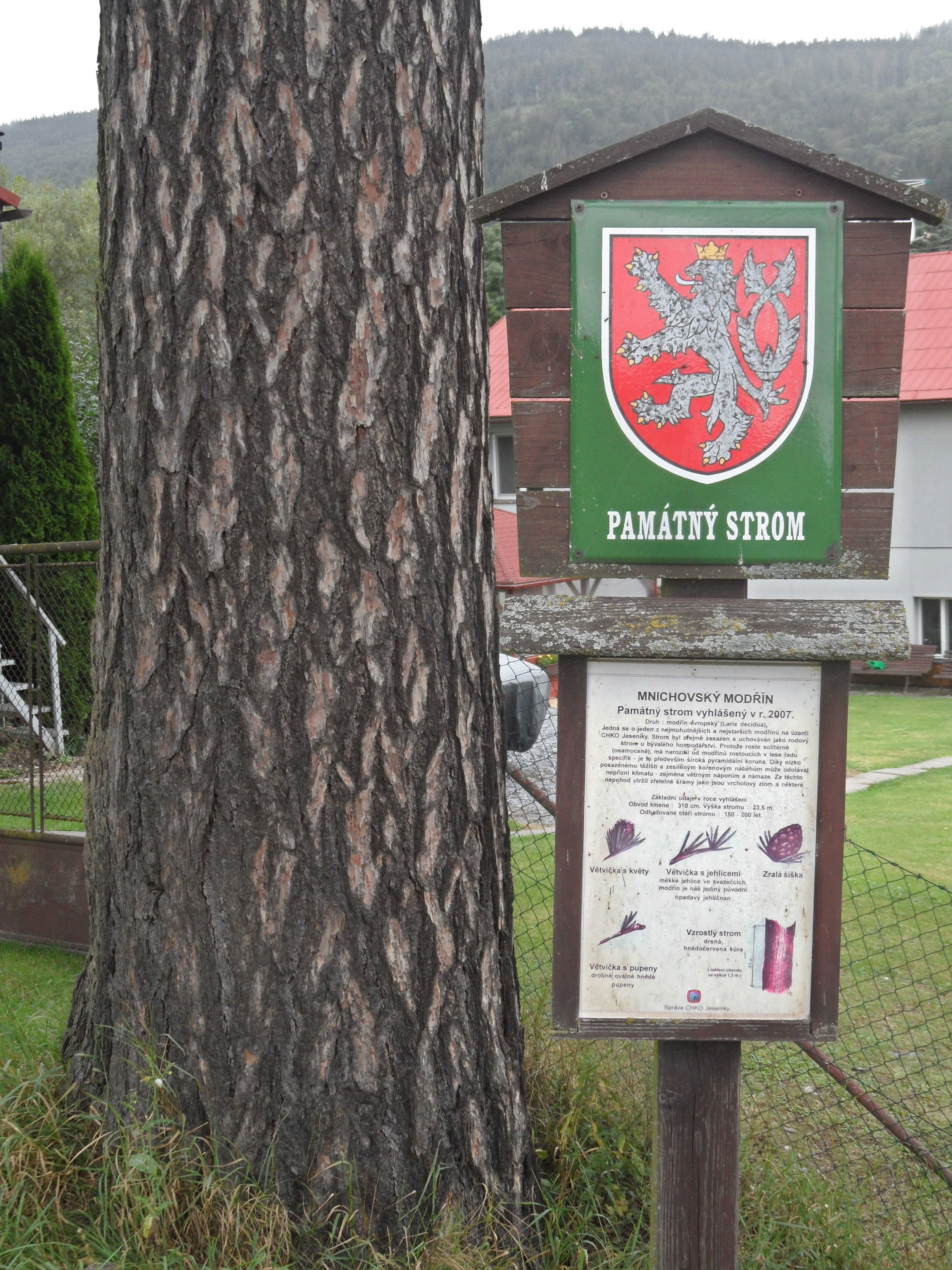
Detail kmene a informační tabule
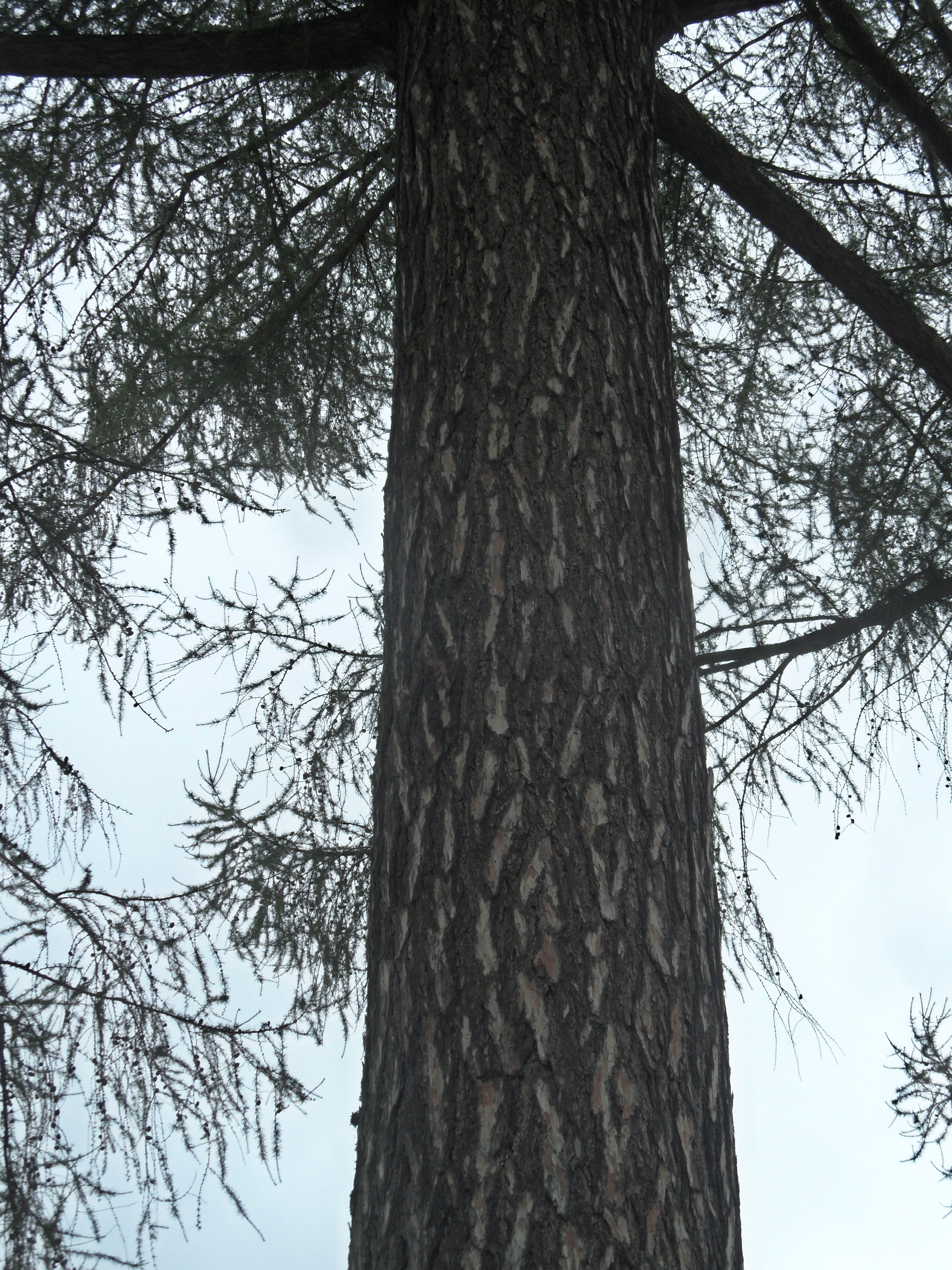
Detail kmene a hlavních větví